# Edie Adams
Edie Adams (Kingston (Pennsylvania), 16 april 1927 - Los Angeles, 15 oktober 2008) was een Amerikaanse actrice.

## Levensloop en carrière
Adams begon haar carrière begin jaren 50 op televisie aan de zijde van komiek Ernie Kovacs, die van 1954 tot zijn dood in 1962 ook haar echtgenoot zou zijn. Na zijn dood speelde ze nog in enige andere films zoals It's a Mad, Mad, Mad, Mad World (1963) en The Honey Pot (1967), maar ze werkte later vooral voor de televisie.
Adams is in totaal driemaal gehuwd geweest. Ze had 2 kinderen.
Adams overleed in 2008 op 81-jarige leeftijd aan kanker en een longontsteking. Ze is begraven op het Forest Lawn Memorial Park.

## Filmografie (selectie)
- 1960 - The Apartment (Billy Wilder)
- 1961 - Lover Come Back (Delbert Mann)
- 1963 - Call Me Bwana (Gordon Douglas)
- 1963 - It's a Mad, Mad, Mad, Mad World (Stanley Kramer)
- 1963 - Love with the Proper Stranger (Robert Mulligan)
- 1964 - The Best Man (Franklin J. Schaffner)
- 1967 - The Honey Pot (Joseph L. Mankiewicz)
- 1978 - Up in Smoke (Cheech & Chong)